# Meizu 18
Meizu 18 та Meizu 18 Pro — флагманські смартфони на Android, розроблені Meizu. Були представлені 3 березня 2021 року. Також 22 вересня того ж року були представлені Meizu 18s та Meizu 18s Pro, головною відмінністю яких став потужніший процесор.

## Дизайн

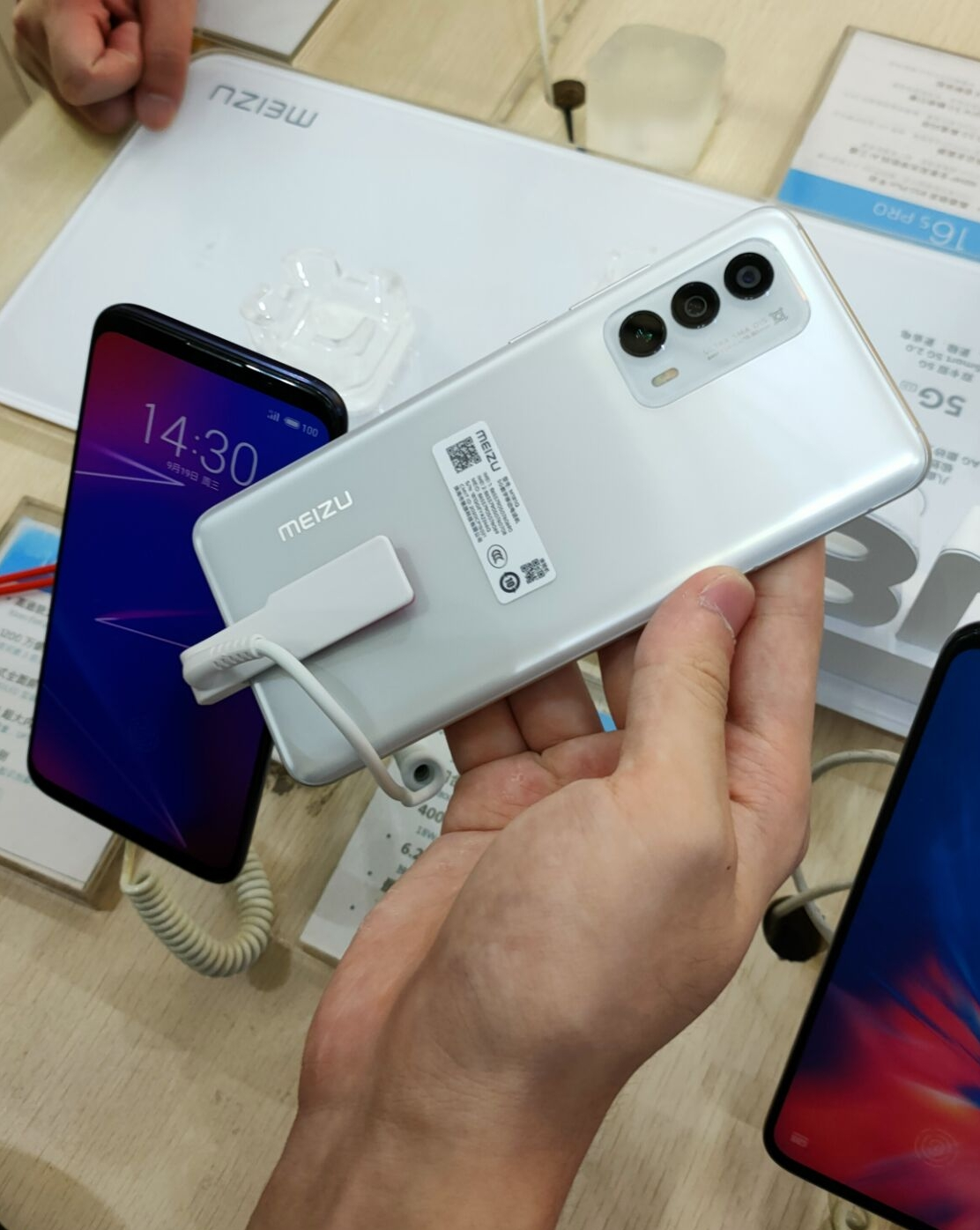
Задня панель Meizu 18 у білому кольорі

Задня панель та екран виконані зі скла. Бокова частина виконана з алюмінію.
Знизу знаходяться роз'єм USB-C, динамік, мікрофон та слот під 2 SIM-картки. Зверху розташований другий мікрофон. З правого боку розміщені кнопки регулювання гучності та кнопка блокування смартфону.
Meizu 18 продавався в 3 кольорах: блакитному, білому та рожевому.
Meizu 18s продавався в 4 кольорах: блакитному, білому, рожевому та рожево-блакитному.
Meizu 18 Pro та 18s Pro продавалися в 3 кольорах: синьому, білому та сірому.

## Технічні характеристики

### Платформа
Meizu 18 та 18 Pro отримали процесор Qualcomm Snapdragon 888, а Meizu 18s та 18s Pro — Qualcomm Snapdragon 888+. Обидва процесори працюють в парі з графічним процесором Adreno 660.

### Батарея
Meizu 18 та 18s отримали батарею об'ємом 4000 мА·год та підтримку швидкої зарядки на 36 Вт.
Meizu 18 та 18s Pro отримали батарею об'ємом 4500 мА·год, підтримку швидкої дротової та бездротової зарядки на 40 Вт і зворотної бездротової зарядки на 10 Вт.

### Камера
Meizu 18 та 18s отримали основну потрійну камеру 64 Мп, f/1.6 (ширококутний) + 8 Мп, f/2.4 (телеоб'єктив) з 3x оптичним зумом + 16 Мп, f/2.2 з кутом огляду 122˚ (надширококутний) з фазовим автофокусом, оптичною стабілізацією та здатністю запису відео в роздільній здатності 4K@60fps. Фронтальна камера отримала роздільність 20 Мп, світлосилою f/2.2 (ширококутний) та здатністю запису відео у роздільній здатності 1080p@30fps.
Meizu 18 Pro та 18s Pro отримали основну квадрокамеру 50 Мп, f/1.9 (ширококутний) + 8 Мп, f/2.4 (телеоб'єктив) з 3x оптичним зумом + 3 Мп, f/2.2 (надширококутний) + 0.3 Мп, f/1.4 (TOF 3D) з фазовим автофокусом dual pixel, оптичною стабілізацією та здатністю запису відео в роздільній здатності 4K@60fps. Фронтальна камера отримала роздільність 44 Мп, світлосилою f/2.4 (ширококутний) та здатністю запису відео у роздільній здатності 4K@30fps.

### Екран
Meizu 18 та 18s отримали екран діагоналлю 6.2" і щільністю пікселів 563 ppi, а 18 Pro та 18s Pro — 6.7" і 526 ppi відповідно. В усіх моделей дисплей типу Super AMOLED, 3400 × 1440 (WQHD+) зі співвідношенням сторін 20:9, частотою оновлення дисплею 120 Гц, підтримкою 3D Touch, як у Meizu PRO 6, та круглим вирізом під фронтальну камеру, що розміщений зверху в центрі.

### Пам'ять
Смартфони продаються в комплектаціях 8/128, 8/256 та 12/256 ГБ.

### Програмне забезпечення
Meizu 18 та 18s Pro були випущені на Flyme 9, а Meizu 18s та 18s Pro ― Flyme 9.2. Обидві на базі Android 11. Пізніше всі моделі були оновлені до Flyme 10.5 на базі Android 13.

## Спеціальне видання
У червні Meizu випустили версію Meizu 18 з білою рамкою навколо дисплею. За дороговартості білої рамки передньої панелі всього було випущено 88 моделей.